# ソ連運輸省ER9形電車
ER9形（ロシア語: ЭР9）は、ソ連運輸通信省（МПС СССР, Министерство путей сообщения СССР）が1961年から導入した交流電車（エレクトリーチカ）である。

## 概要
1950年代のシベリア鉄道の電化以降、経済的な理由でソ連各地の鉄道路線の電化は交流電化（25kV・50Hz）によって進められる事となった。そこで1957年、最初の交流電車としてER7形電車が製造されたものの、装備していたイグナイトロン型水銀整流器の故障が高速運転（時速100km/h以上）時に相次いだため、1961年以降シリコン整流器への交換が実施された。この結果を基に、一部の仕様変更を行った上で開発されたのがER9形交流電車である。1961年に2両編成の試作車が製造され試験運転が行われたのち、翌1962年から1996年まで長期に渡って量産が行われた。
車体は直流電化区間用のER1形やER2形と同型だが、変圧器やシリコン整流器、平滑リアクトル（CP-800形）を車内もしくは車体下部に設置するため、電動車の横梁の強化が行われている他、屋根上にはメインスイッチ（電動車）や高圧線ケーブル（電動車、付随車）が設置されているなどの相違点がある。なお、最初に製造された試作車ではこれらの機器の故障が多々見られたが、試験を重ねる中でそれらの諸問題は解決し、量産決定に至った。

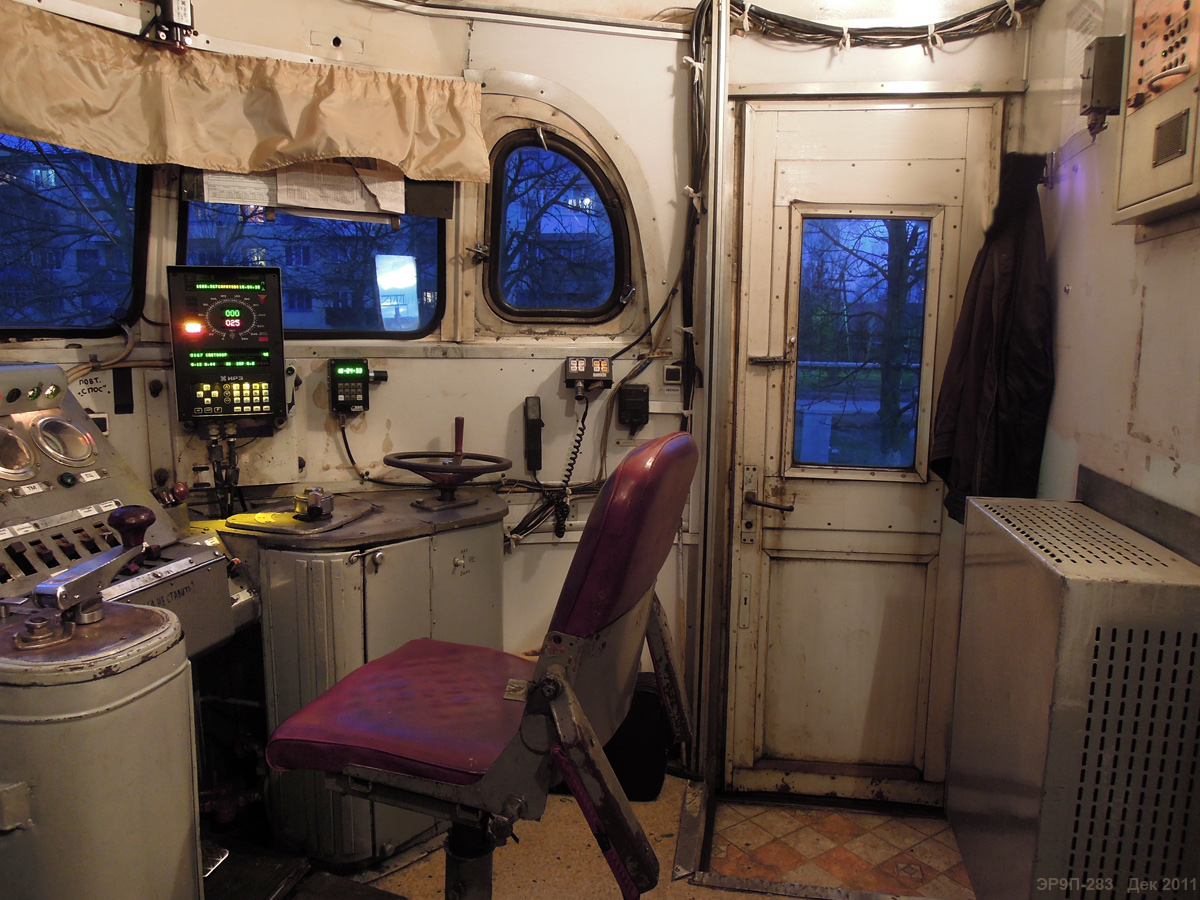
運転台
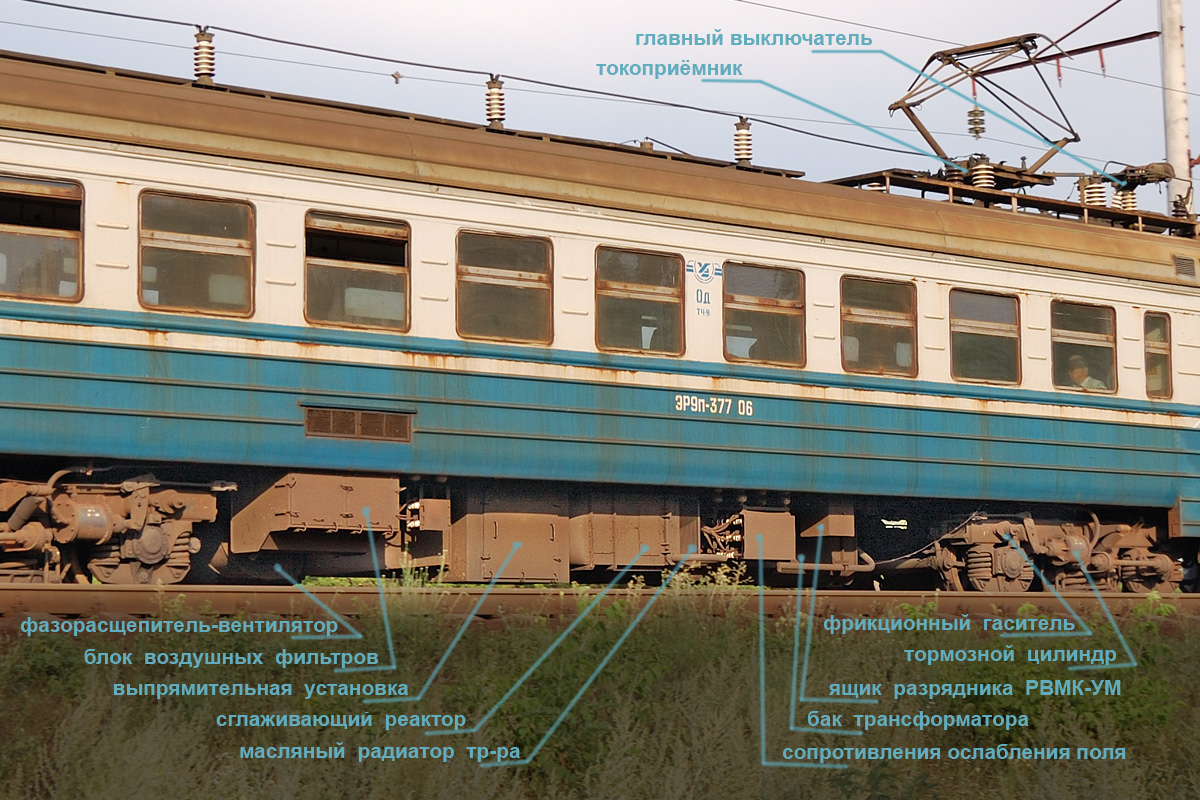
電動車のパンタグラフ・床下機器（ER9P形、ER9M形）
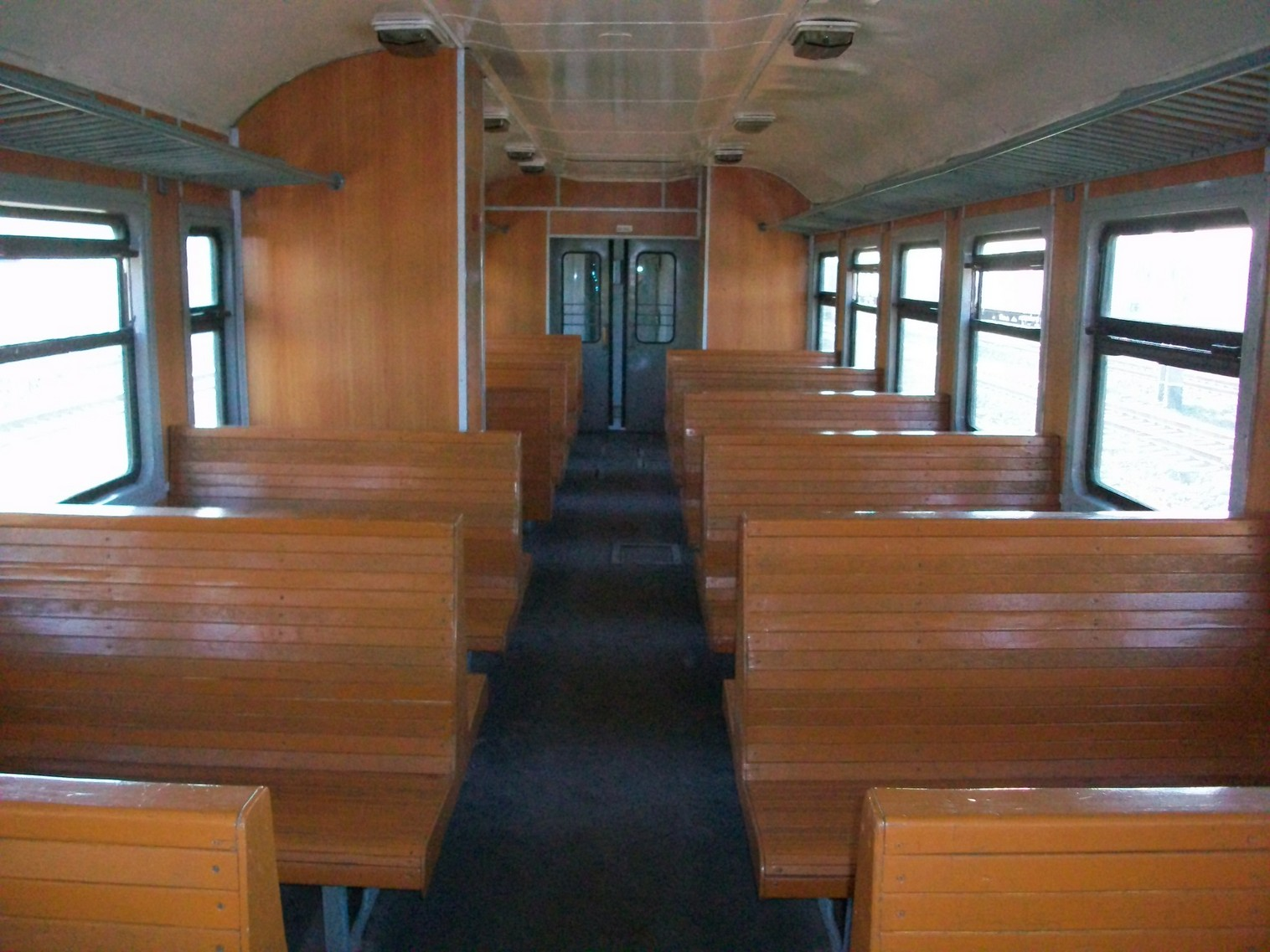
車内（木製ボックスシート）
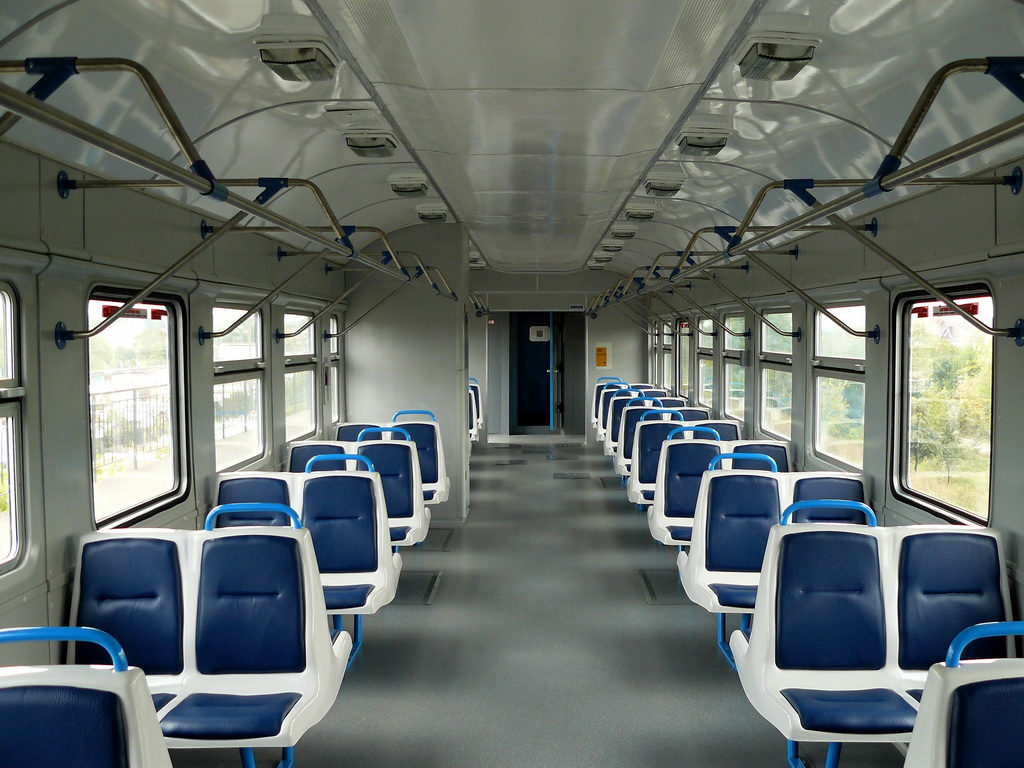
車内（内装更新車）
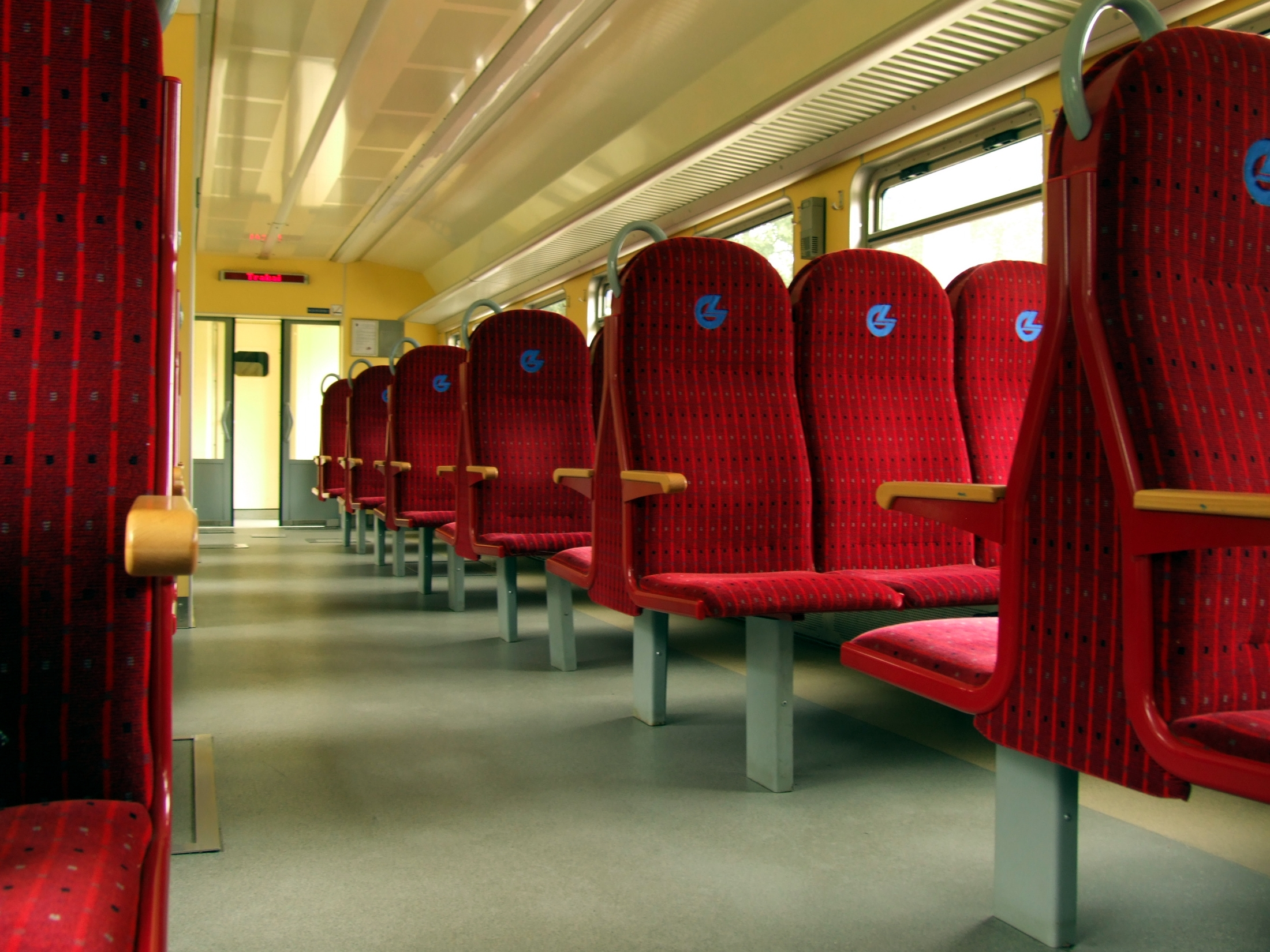
車内（内装更新車、リトアニア鉄道）

## 車種

### ER9形（ЭР9）
1961年に2両編成の試作車が作られた後、翌1962年から1964年にかけて量産車の製造が行われた。最初に製造された編成（ER9-01）は高床式プラットホームのみに対応したER1形と同型の車体だったが、ER9-02以降は低床式プラットホームにも対応したER2形と同型車体に改められた。また初期に製造された車両はシリコン整流器が車体内部に設置されていた事で電動車の定員がER1形・ER2形よりも少なかったが、1963年に製造された試作車であるER9-34編成を経てER9-48編成以降は整流器が床下に移設され、同時に変圧器、平滑リアクトルなどと換気システムが一体化された。
ER9形の登場により、それまでモスクワ、レニングラード、ゴーリキーなどに限られていたエレクトリーチカの運用が急速に拡大した。

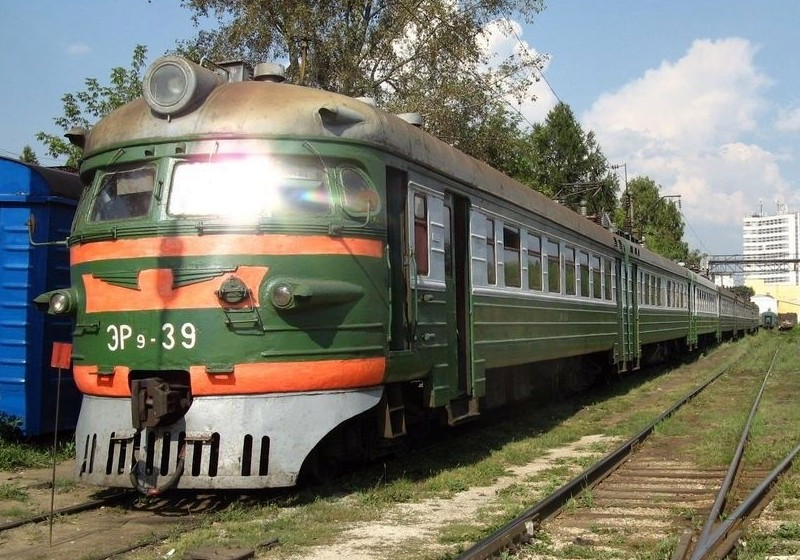
ER9-39編成（ロシア鉄道）

### ER9P形（ЭР9П）
1964年から1975年にかけて製造された形式。ER9-48編成以降と同様に車内に設置されていた整流器を床下に設置する事で定員数が増加した他、電気機器の冷却機能にも改良が加えられた。増備中にも幾つかの設計変更が行われ、当初製造された車両は台車の枕バネに板バネを用いていたが、1966年に製造されたER9P-126編成以降はオイルダンパーを搭載したコイルばねに変更された他、1974年製のER9P-345編成以降はER2形に合わせて前面が中央部が突出した二枚窓の角形形状となった。また1970年に製造されたER9-101編成は回生ブレーキの試験車両に用いられ、その結果は後にブルガリア向けに製造された電車に用いられた。

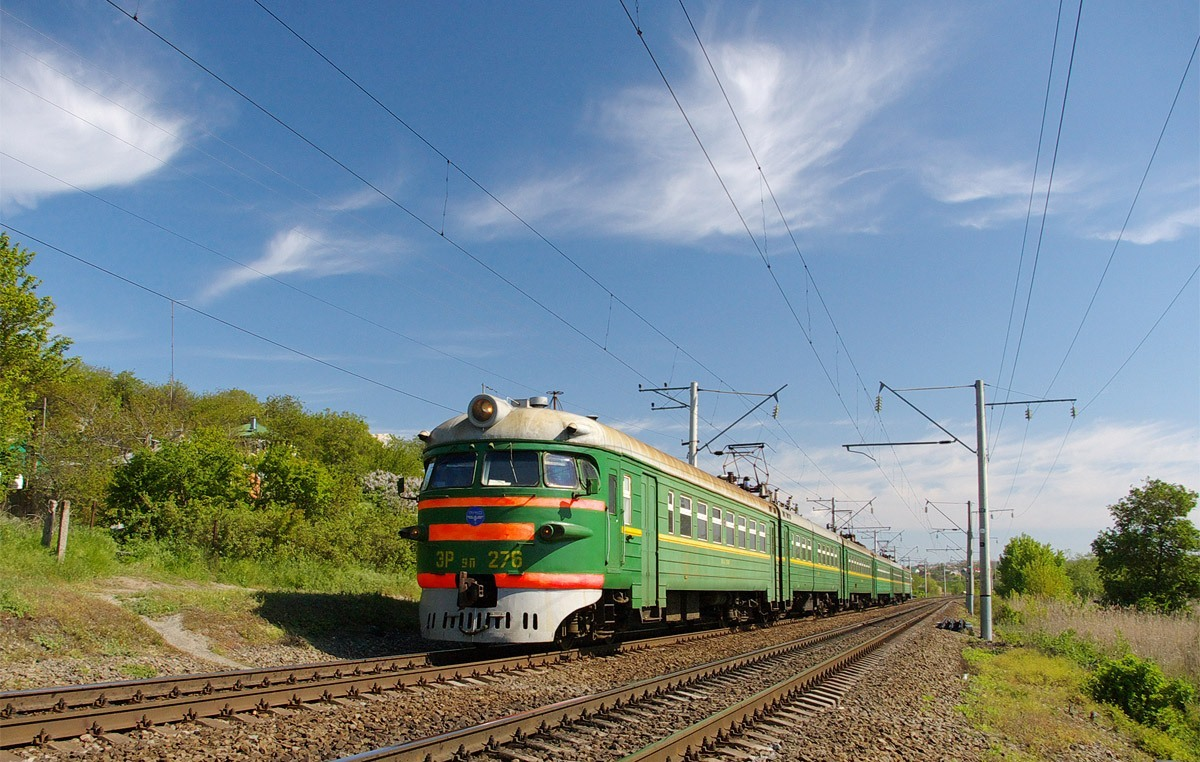
ER9P-276編成（ロシア鉄道）
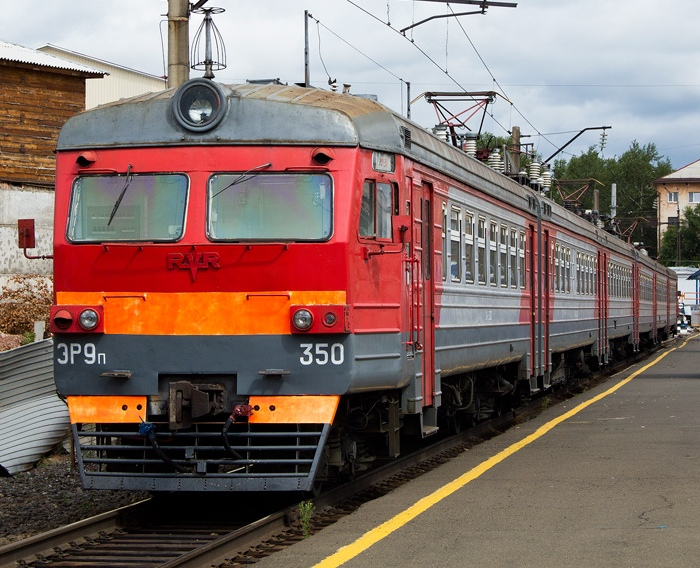
ER9P-350編成（ロシア鉄道）
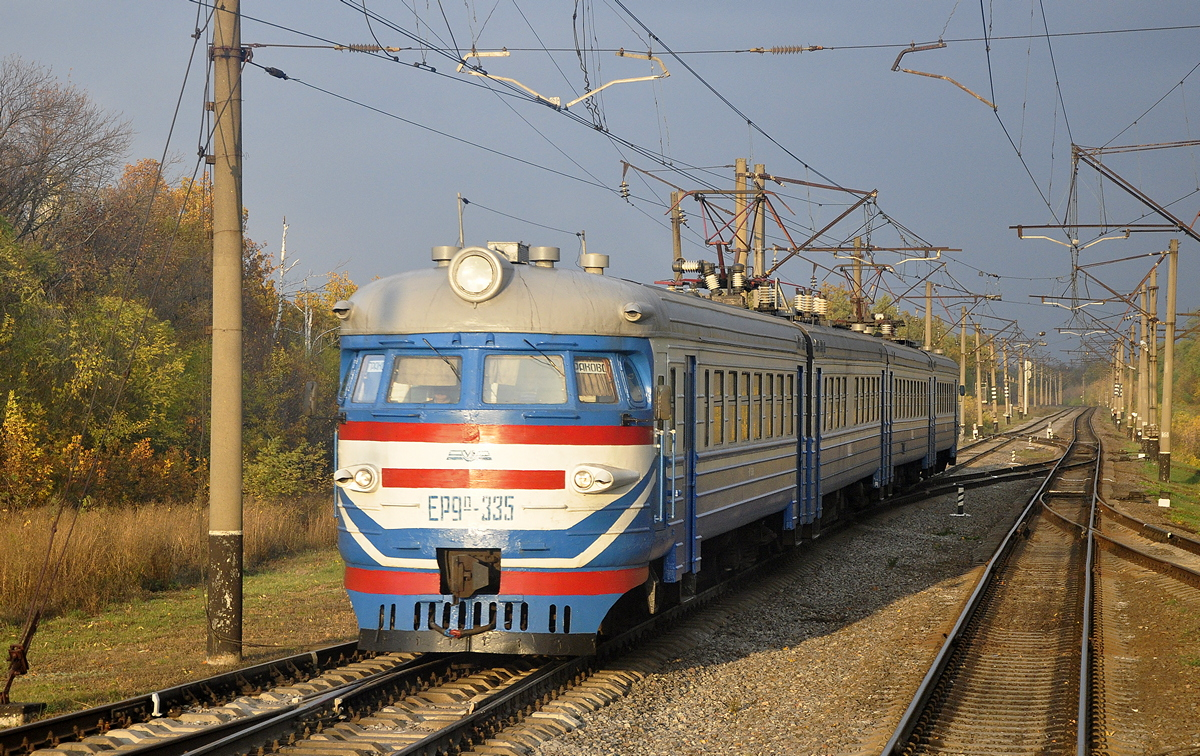
ER9P-335編成（ウクライナ鉄道）

### ER9M形（ЭР9М）
1976年から1982年にかけて製造された形式。基本的な構造はER9P形と同様だが屋根上の高圧線のレイアウトが改善され、ER9P形で相次いだ故障減少が図られた他、ダイオードの数の削減（114個→84個）や整流器の小型化などの改良も加えられた。

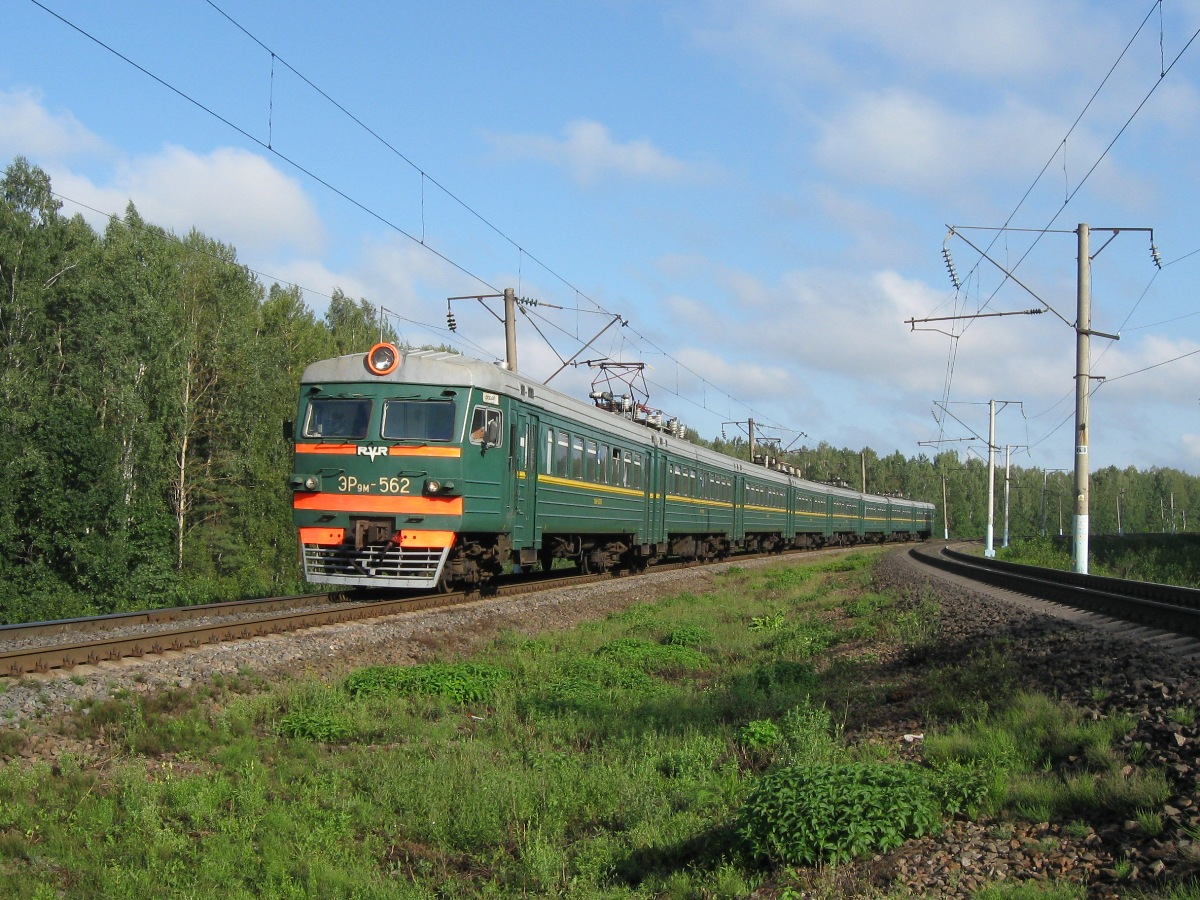
ER9M-562編成（ロシア鉄道）
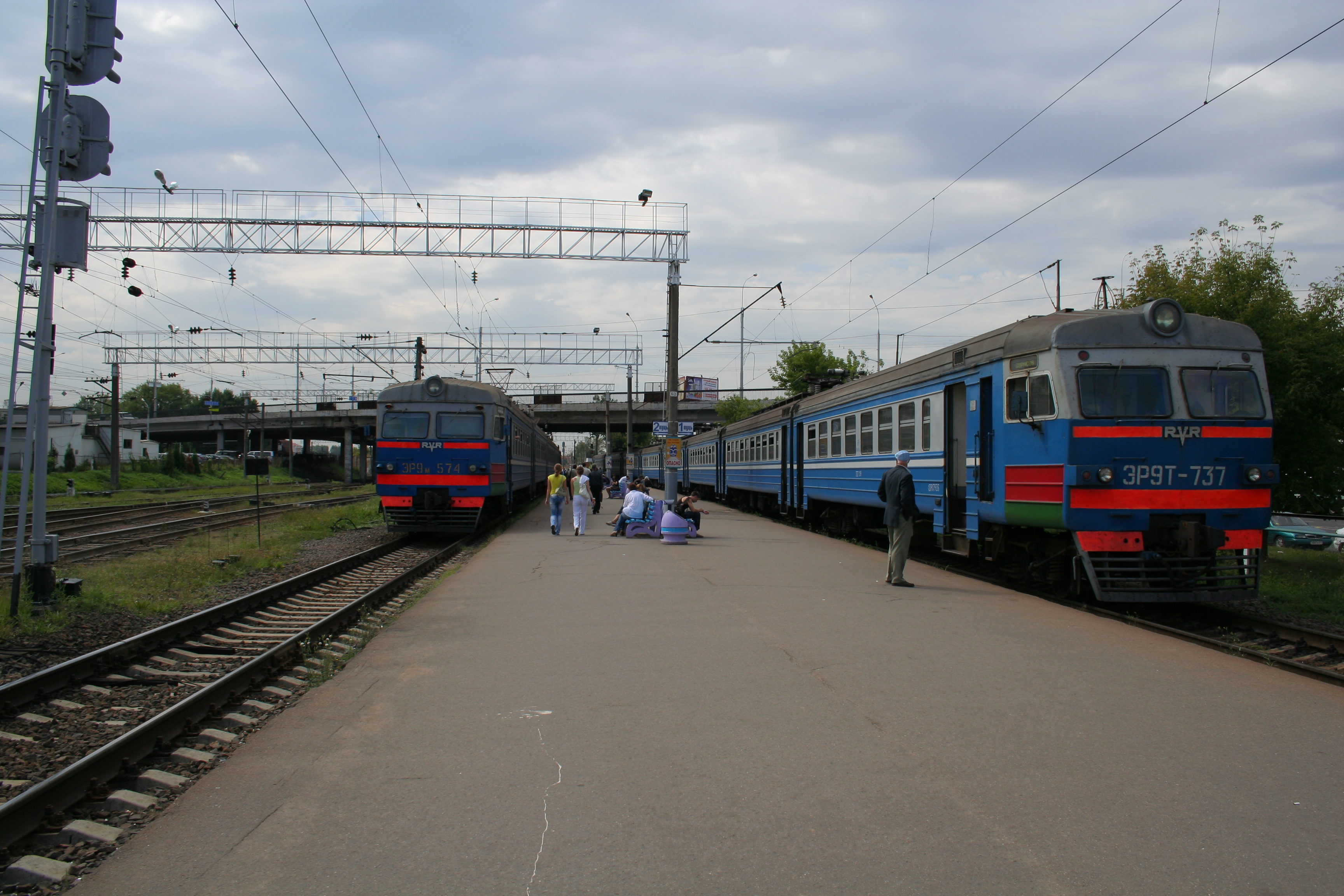
ER9M-574編成（左）、ER9T-737編成（右）（ベラルーシ鉄道）
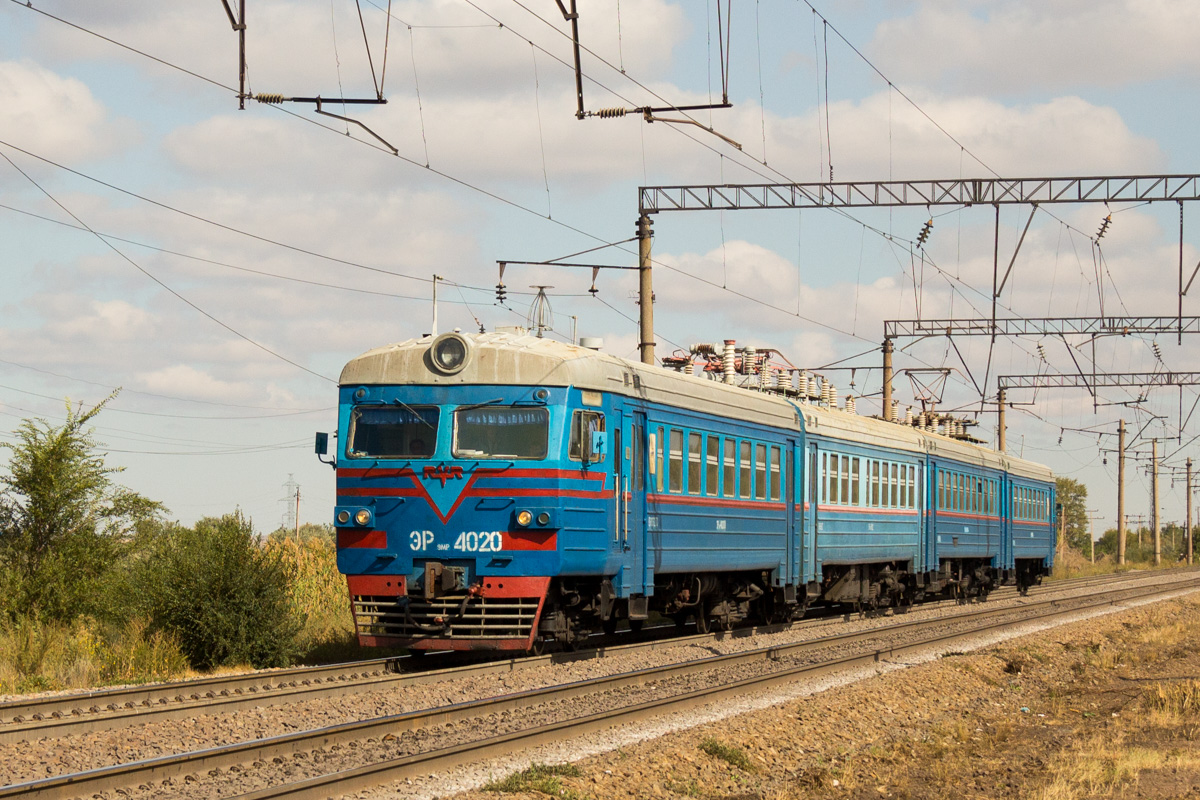
ER9M-4020編成（カザフスタン鉄道）
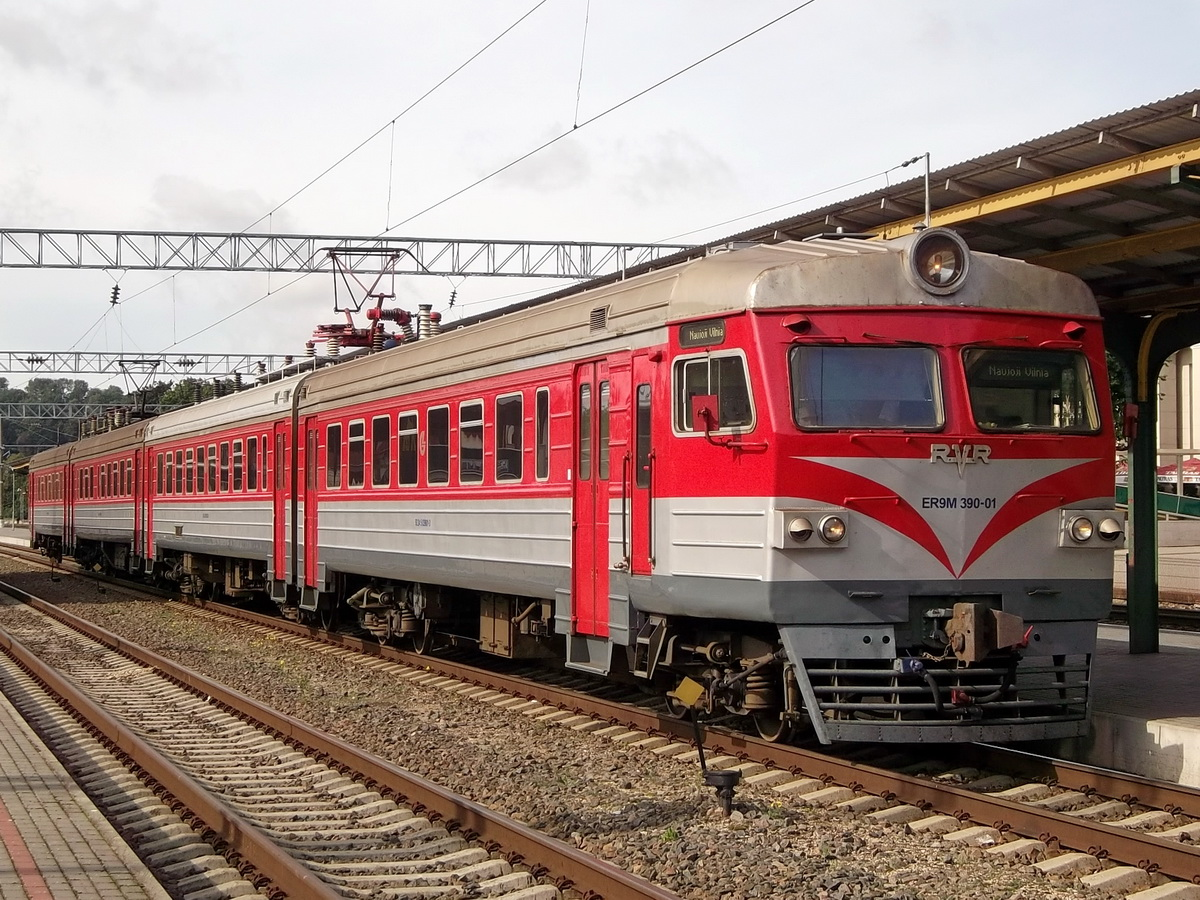
ER9M-390編成（リトアニア鉄道）
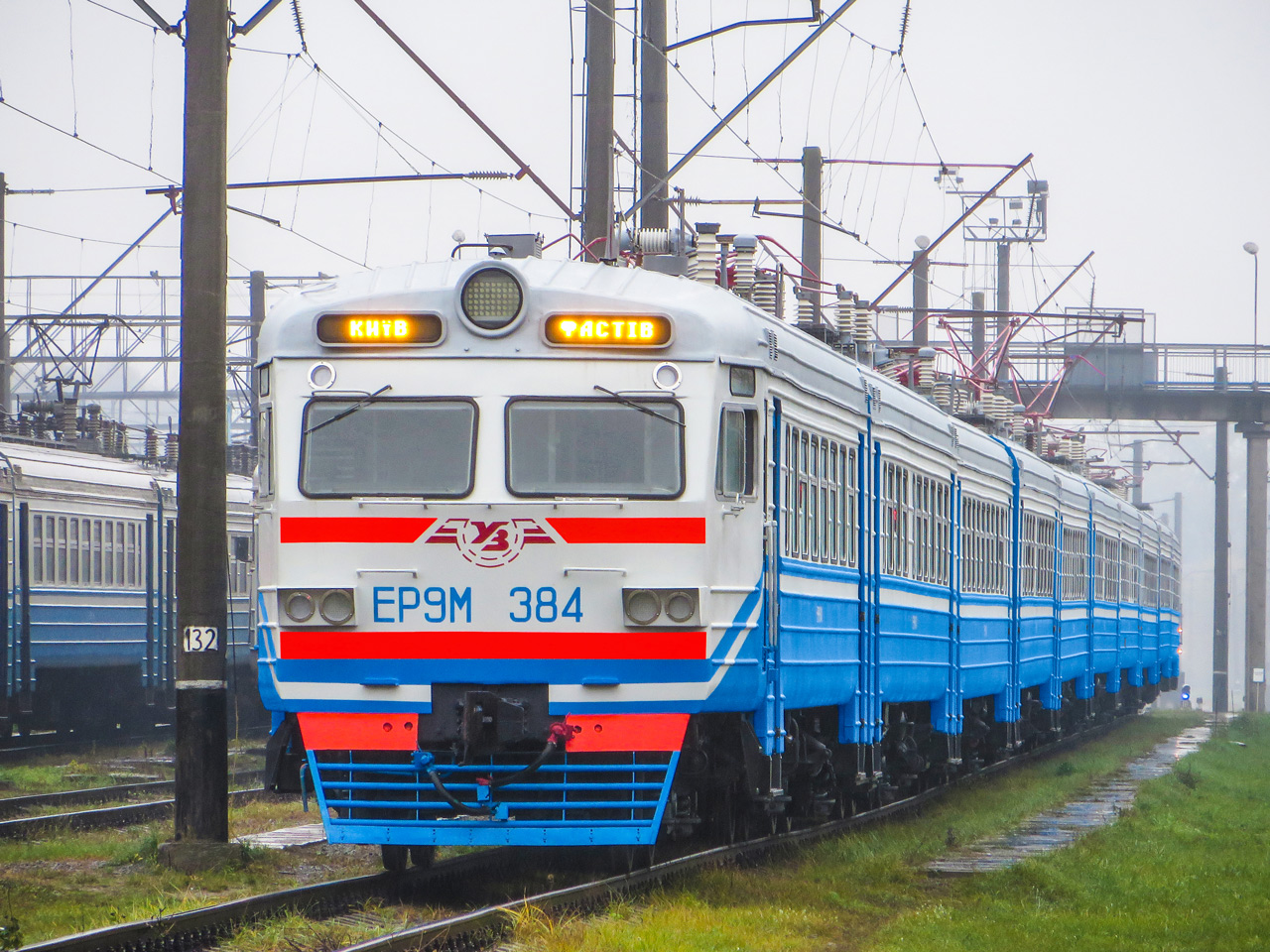
ER9M-384編成（ウクライナ鉄道）

### ER9E形（ЭР9Е）
1981年から1987年にかけて製造された形式。ER9P形・ER9M形で故障が相次いだ整流器が信頼性の高いUVP-5形シリコン整流器に変更された他、電気機器の冷却システムにも改良が加えられた。

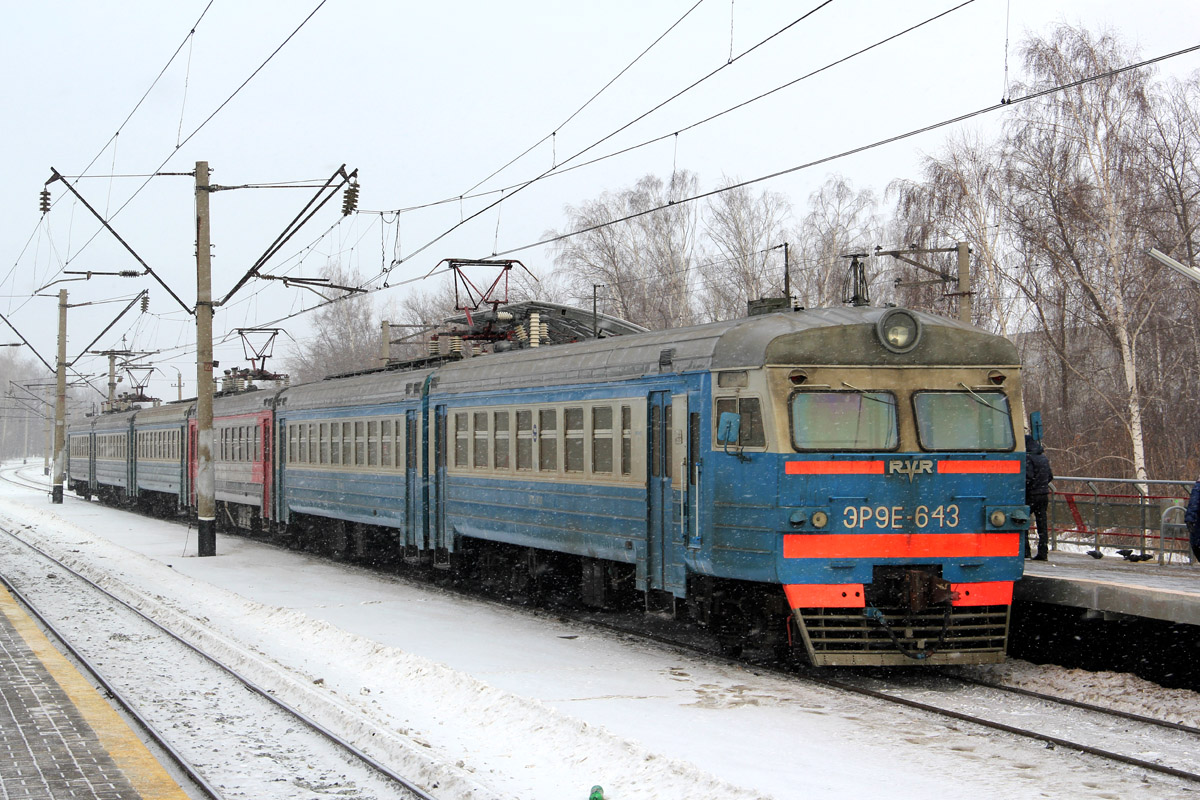
ER9E-643編成（ロシア鉄道）
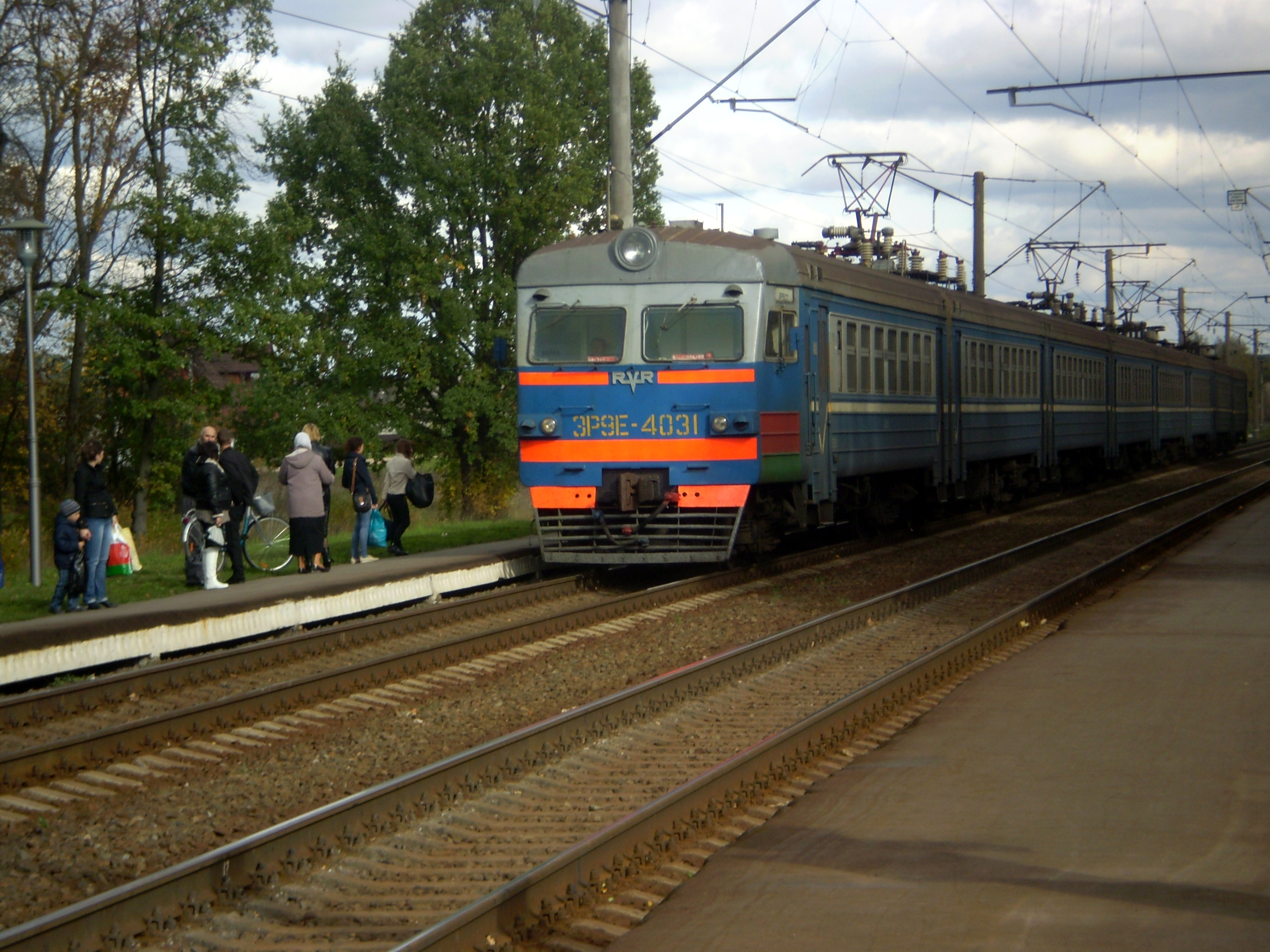
ER9E-4031編成（ベラルーシ鉄道）
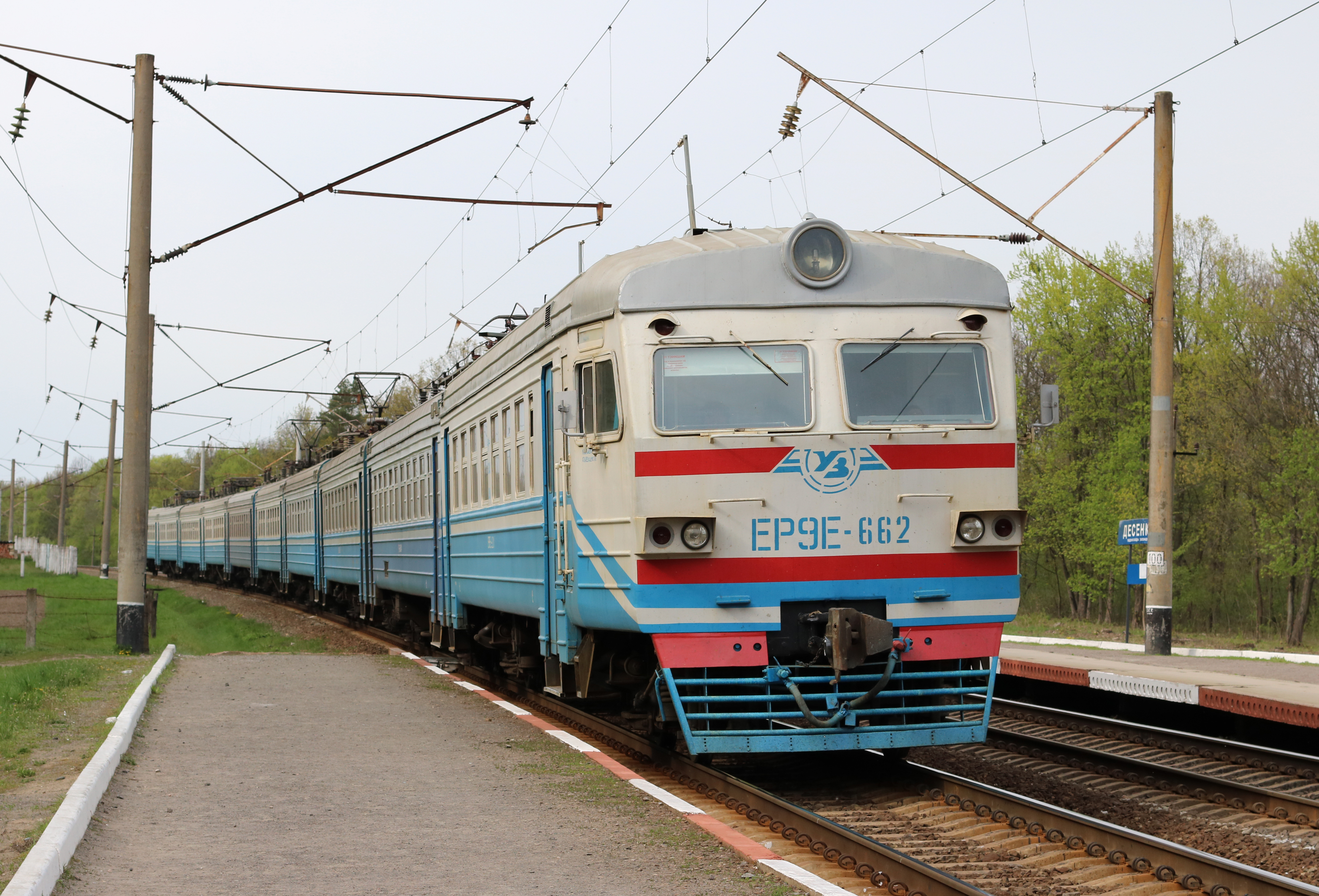
ER9E-662編成（ウクライナ鉄道）
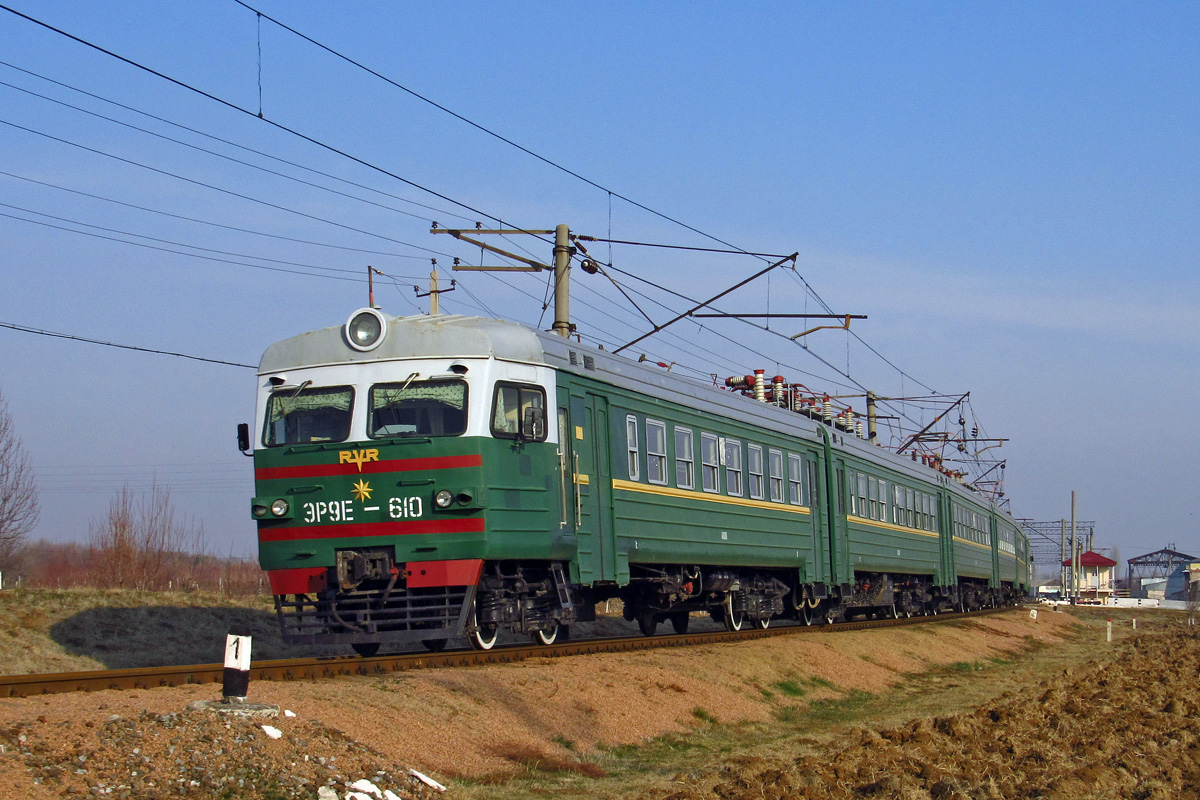
ER9E-610編成（ウズベキスタン鉄道）

### ER9T形（ЭР9Т）、ER9TM形（ЭР9ТМ）
1987年から製造が行われた、回生ブレーキを備えた形式。それに伴い屋根上に抵抗器が設置された他、減速比が3.17から3.41に変更された。最初に製造された編成は当初"ER9E-666"編成として登場し、後に"ER9ET-666"として編入された。また1991年以降に製造された車両は電気機器がED9T形電車と統一され出力が増加した事により、形式名がER9TM形に変更された。
リガ車両製作工場で製造された車両は1996年10月に完成したER9TM-801編成が最後となったが、それ以降もウクライナ・キエフのエレクトロヴァゴン修理工場でリガ車両製作工場から供給された車体を基に2001年、2003年に1編成づつ製造が行われている。
なお、これ以降の旧ソ連諸国向けの交流電車の製造はデミホヴォ機械製造工場製のED9形へ受け継がれている。

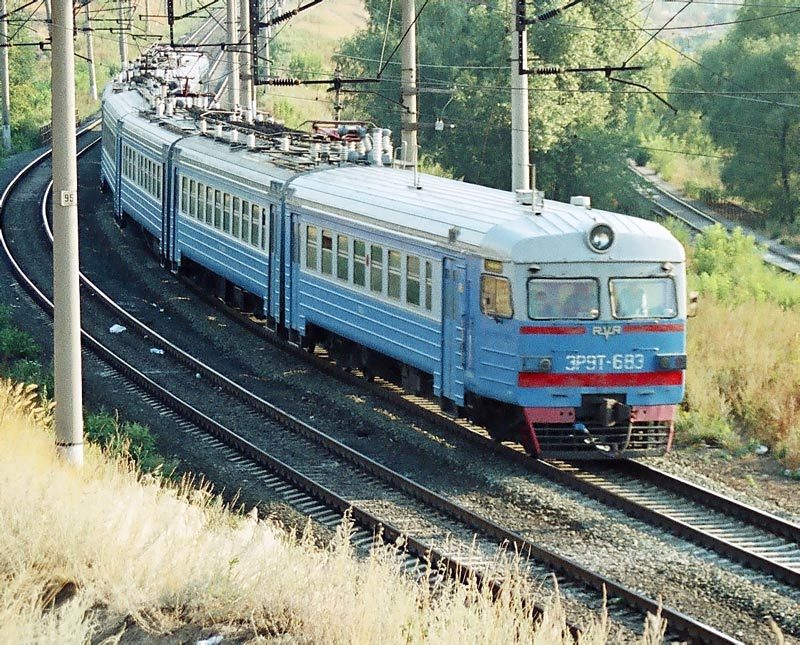
ER9T-663編成（ロシア鉄道）
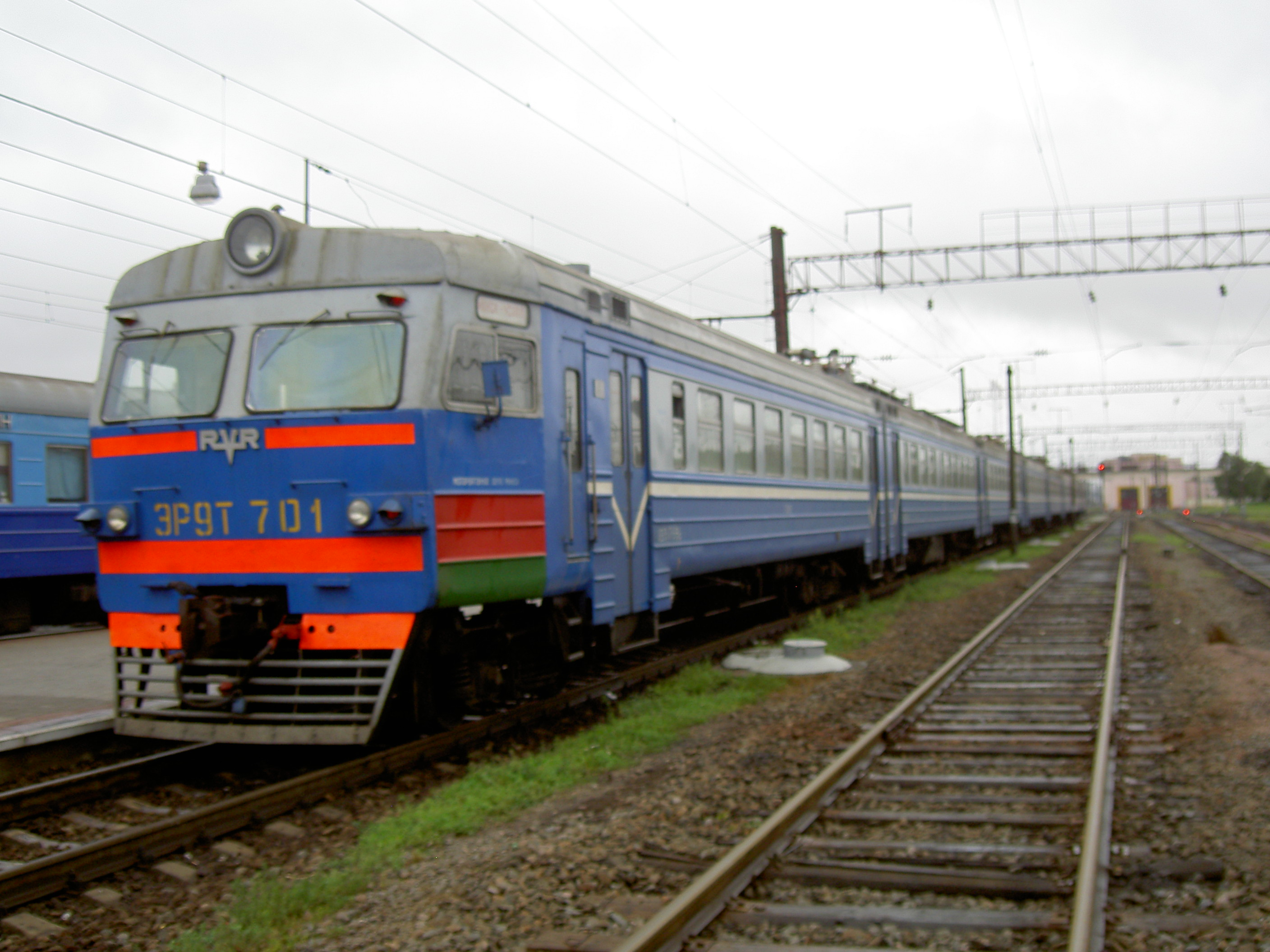
ER9T-701編成（ベラルーシ鉄道）
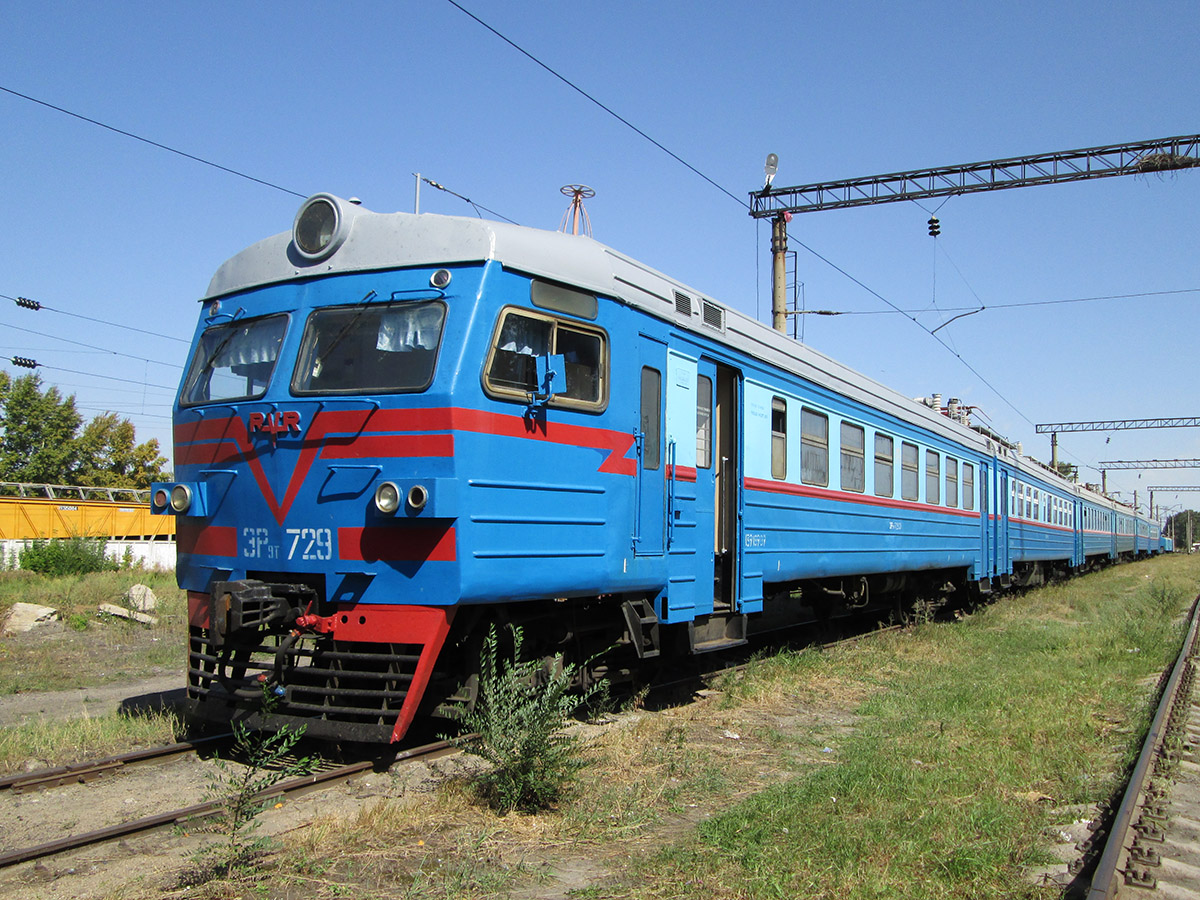
ER9T-729編成（カザフスタン鉄道）
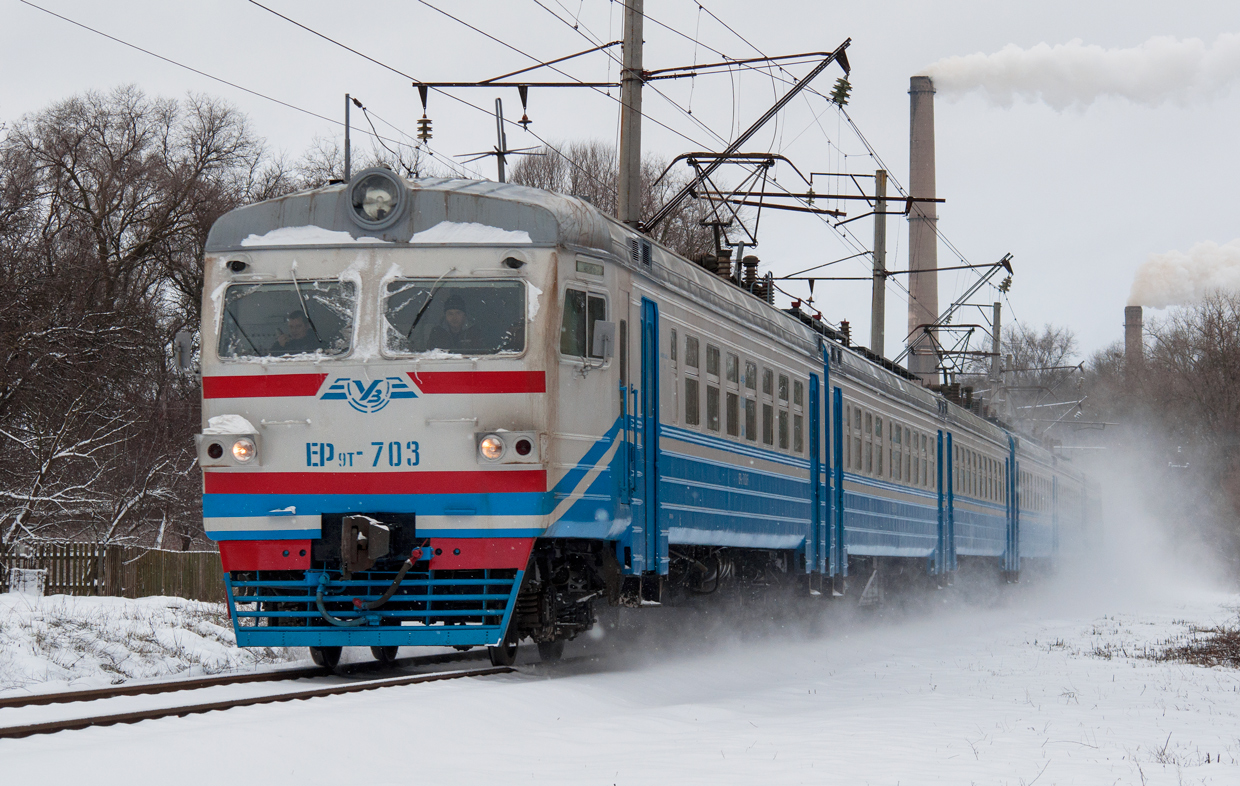
ER9T-703編成（ウクライナ鉄道）
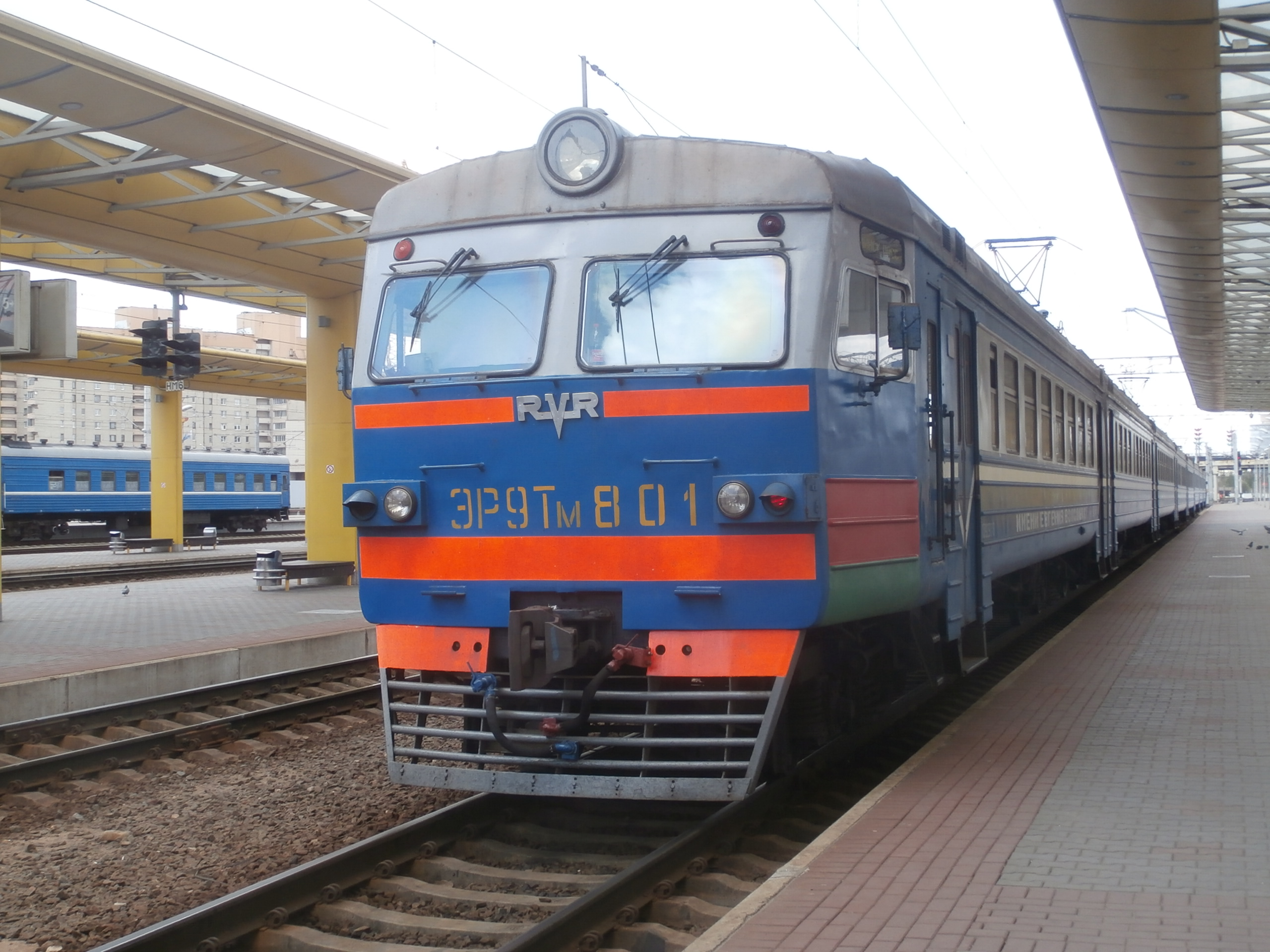
ER9TM-801編成（ベラルーシ鉄道）

## 改造

### リニューアル工事
ソビエト連邦の崩壊後、ロシア鉄道所有となったER9形のうち1980年代初頭までに製造され老朽化が進んだ一部の形式については、ロシアやラトビア、カザフスタンの工場で前面部分や窓枠、機器の交換などのリニューアル工事が行われている。そのうちロシアのクラスノヤルスク電気車両修理工場（Красноярском электровагоноремонтном заводе）で更新が行われた車両（ER9K形、ER9PK形、ER9MK形）は形式名に「K（К）」が付けられた一方、ラトビアのダウガフピルス機関車修理工場（Даугавпилсском локомотиворемонтном заводе）で更新が行われた車両はEM9形（ЭМ9）に形式名が変更されている。また、カザフスタンで更新工事が行われたER9M形はER9MR形（ЭР9МР）と形式が改められている。

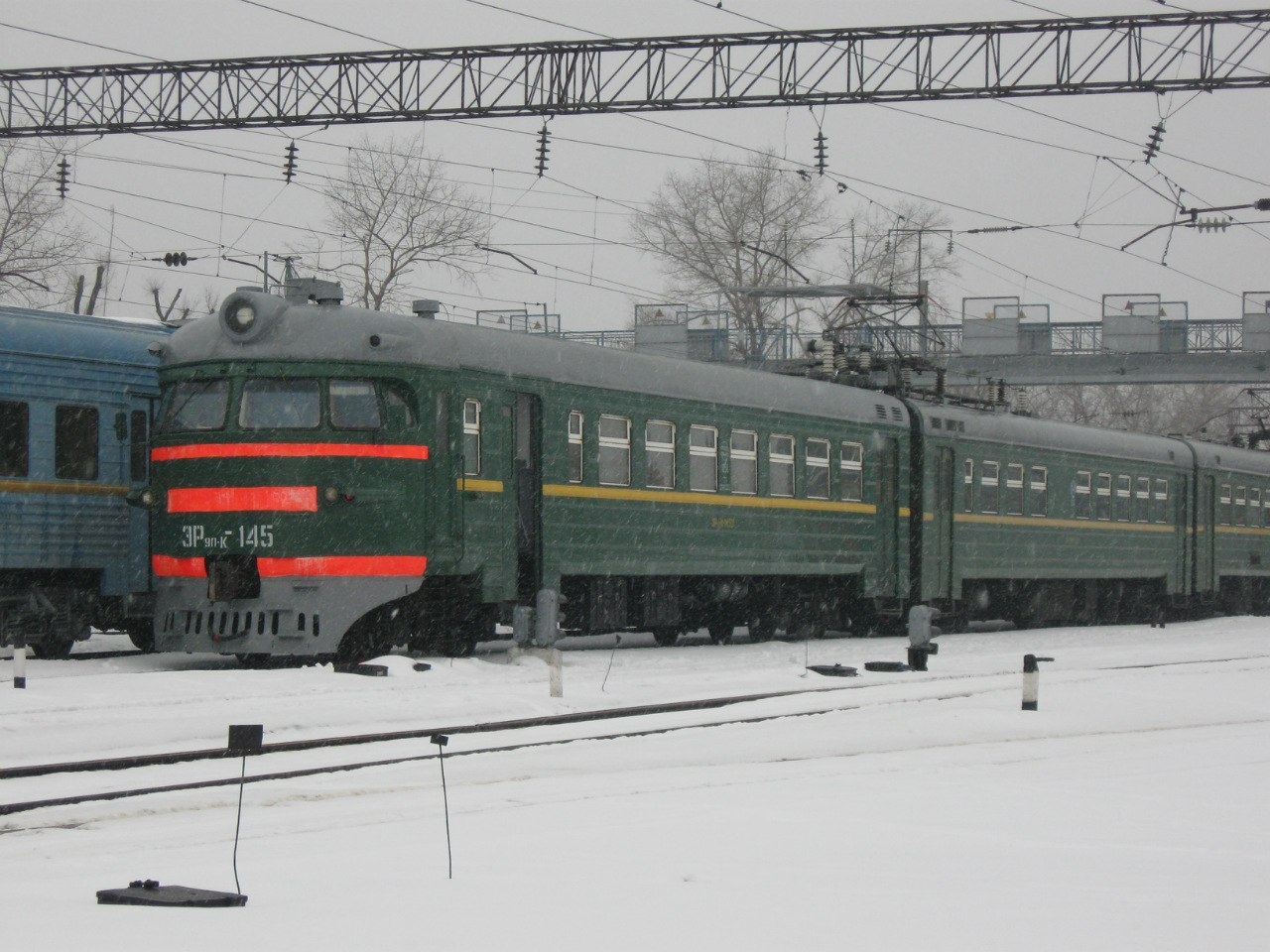
ER9PK形（ER9PK-145編成）
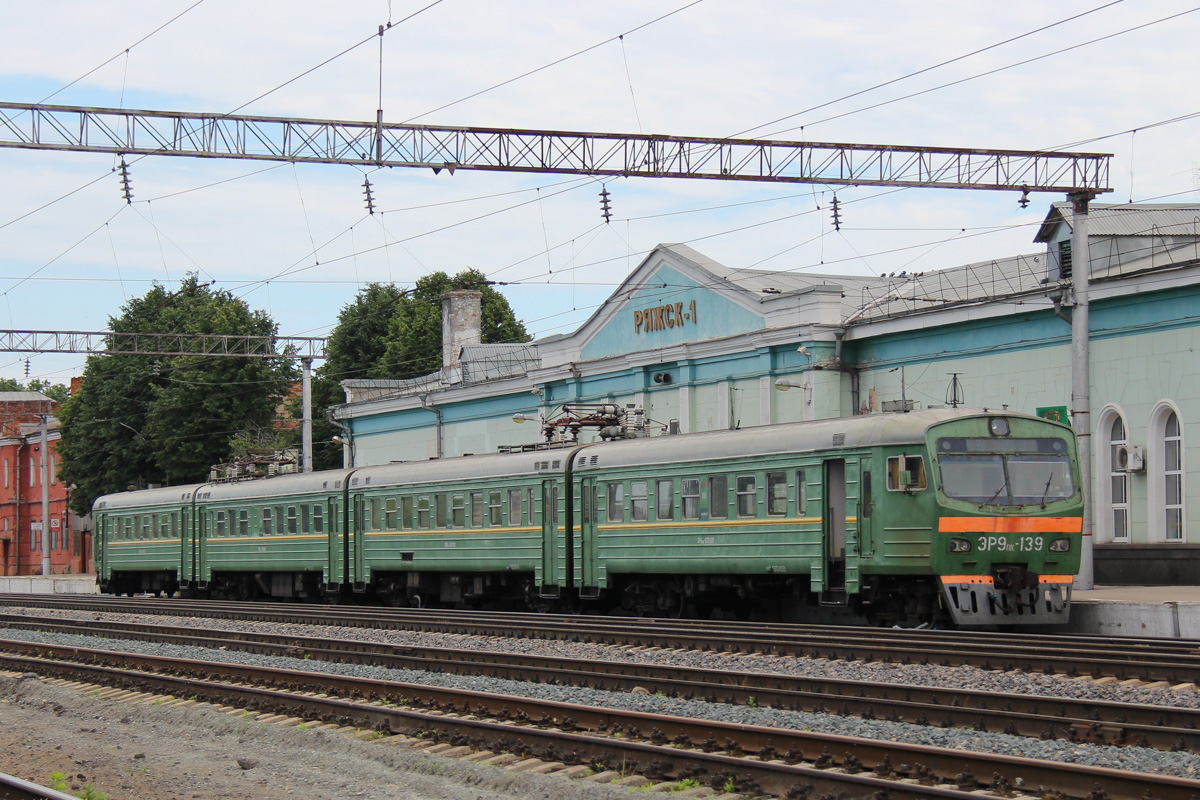
ER9PK形（ER9PK-139編成） 前面が更新されている
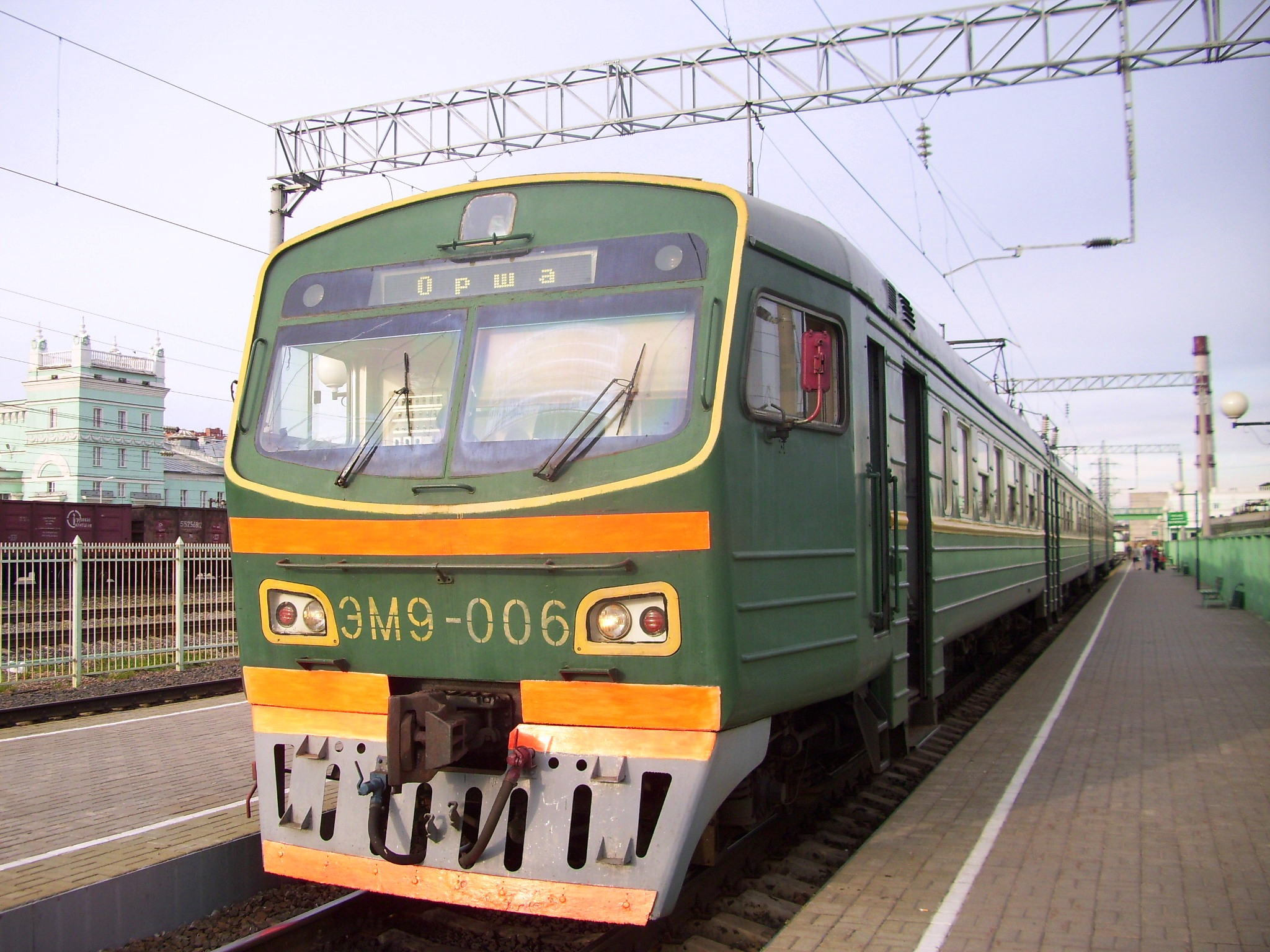
EM9形（EM9-006編成）
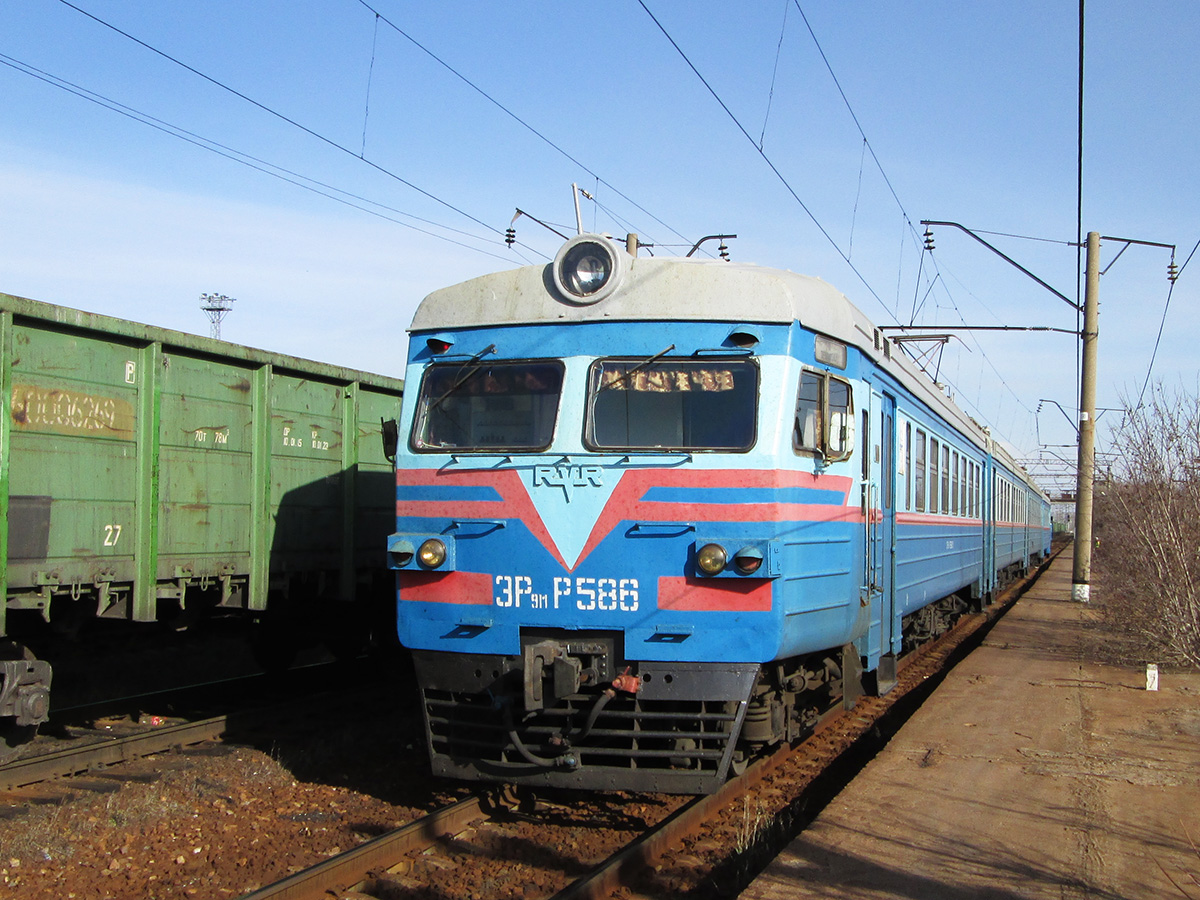
ER9MR形（ER9MR-586編成）

### 事業用車両への改造
東シベリア鉄道支社で用いられる1H形鉄道支社長専用列車を始め、ロシア鉄道ではER9形を基にした事業用車両が多数導入されている。

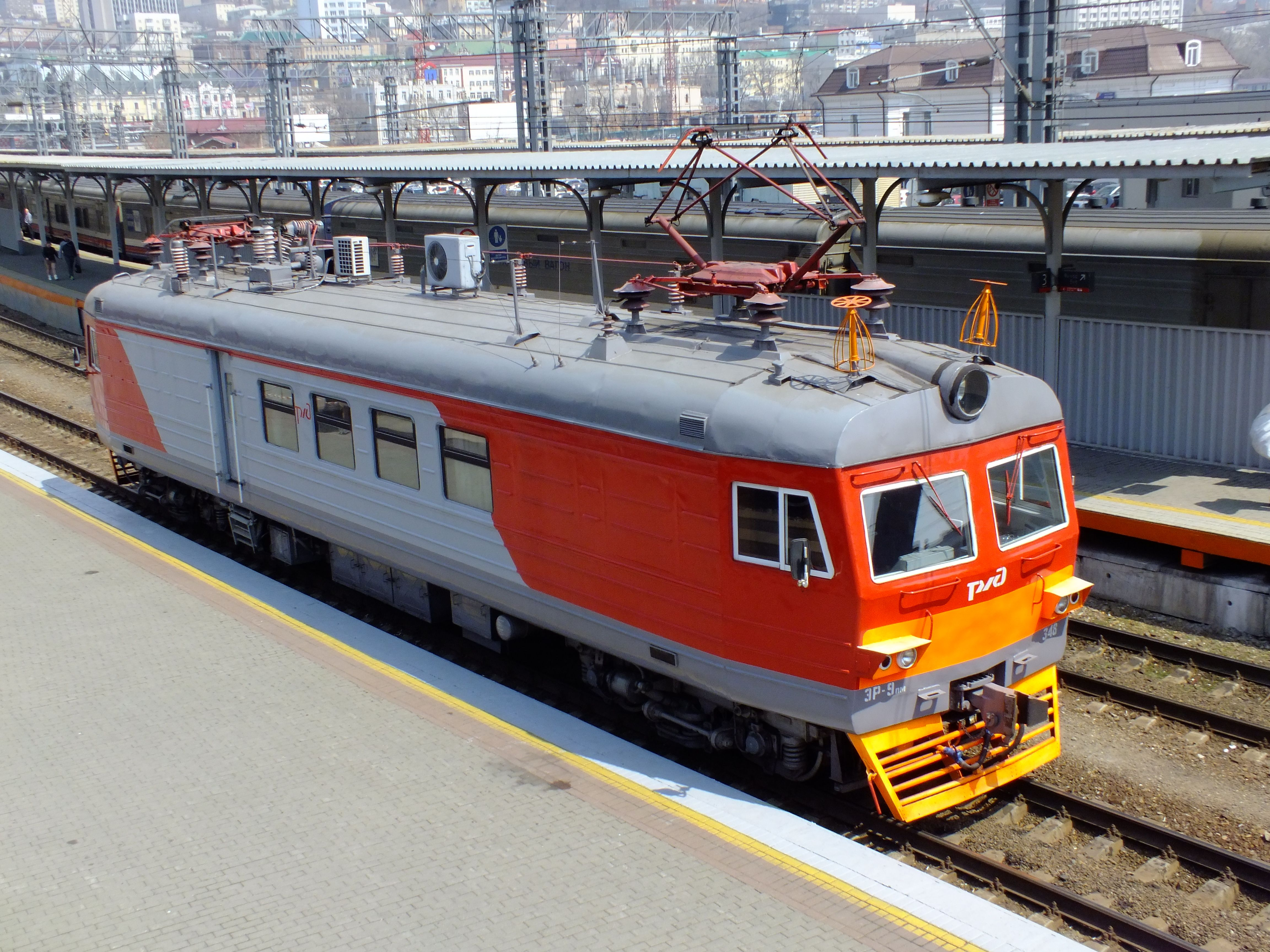
ER-9PM形
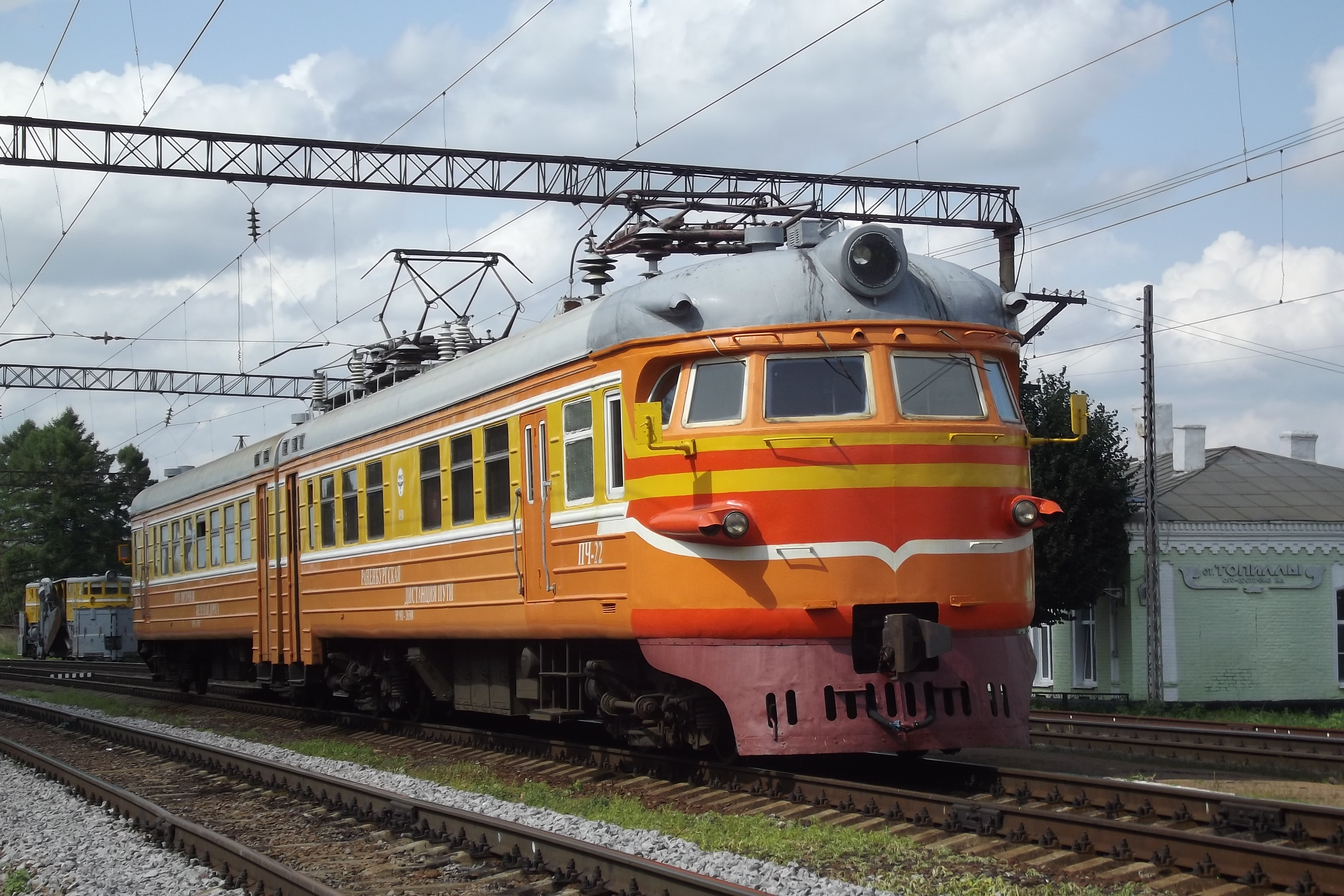
ER9P形
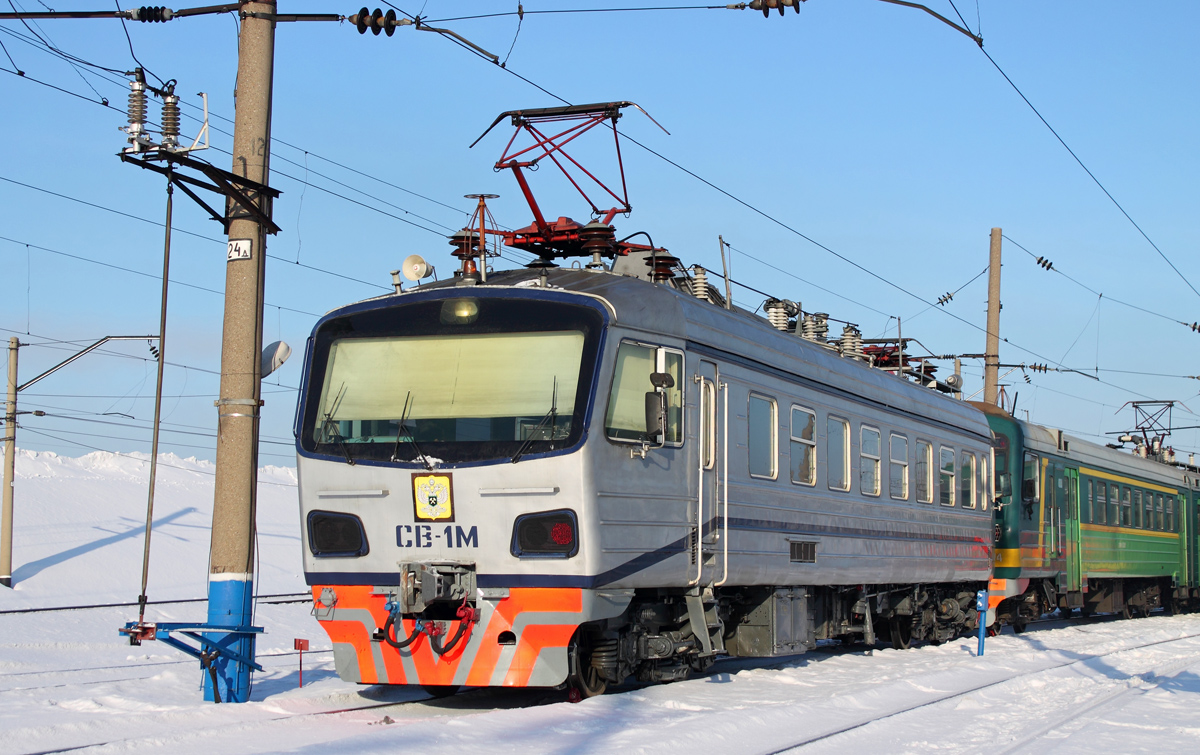
SV-1M形